# Bảo tàng quốc gia Jeonju
Bảo tàng quốc gia Jeonju là bảo tàng quốc gia nằm ở Jeonju, Jeollabuk-do, Hàn Quốc. Nó được mở cửa vào 26 tháng 10 năm 1990 như bảo tàng quốc gia thứ chín của Hàn Quốc.
Tòa nhà chính bao gồm ba triển lãm chính, phòng khảo cổ học, phòng mỹ thuật, phòng văn hóa nhân gian, và một phòng triển lãm đặc biệt.

## Liên kết
- Trang chủ chính thức bảo tàng quốc gia Jeonju Lưu trữ ngày 6 tháng 9 năm 2006 tại Wayback Machine